# Kiyou Shimizu
Kiyou Shimizu (清水希容, Shimizu Kiyou) (Osaka, Japón, 7 de diciembre de 1993) es una luchadora de kárate japonesa que consiguió la medalla de plata en los Juegos Olímpicos de Tokio 2020 en la modalidad de kata.

## Palmarés olímpico
| Juegos Olímpicos | Juegos Olímpicos | Juegos Olímpicos | Juegos Olímpicos |
| Año              | Lugar            | Medalla          | Categoría        |
| ---------------- | ---------------- | ---------------- | ---------------- |
| 2021             | Tokio ( Japón)   | Medalla de plata | Kata             |